# Bactris ptariana
Bactris ptariana är en enhjärtbladig växtart som beskrevs av Julian Alfred Steyermark. Bactris ptariana ingår i släktet Bactris och familjen Arecaceae. Inga underarter finns listade i Catalogue of Life.